# Hovy (motorfiets)
Hovy is een Belgisch historisch merk van motorfietsen.
In 1954 bracht Hovy drie motorfietsmodellen op de markt. Dit waren 125-, 150- en 200cc-modellen die allemaal waren voorzien van tweetakt-inbouwmotoren van het Britse merk Villiers.